# 小久保浩樹
小久保 浩樹（こくぼ ひろき、1971年1月20日 - ）は、大阪府大阪市出身の元プロ野球選手（外野手）。

## 来歴・人物
泉尾高時代は、投手としては左右両方で登板するほか野手も兼任で高校通算40本のパンチ力と遠投が左右100mを超える強肩が持ち味だった。2年夏の府大会は5回戦まで進出。
1988年のプロ野球ドラフト会議で西武ライオンズから5位指名を受け入団する。野手で史上初の両投げ登録で話題を呼び、それ以降野手で両投げ登録の選手は未だに小久保のみである。
プロ入り後は一軍出場を果たせないまま1990年には練習生に降格し、1991年には支配下準登録となった。1992年に支配下選手へ再登録されるが、一軍出場が無いまま同年限りで現役を引退した。二軍通算成績は、4試合 5打数 2安打 0本塁打 1打点 1三振 打率.400であった。
引退後は球団からの斡旋を受け、京都宝ヶ池プリンスホテル（現：ザ・プリンス 京都宝ヶ池）に就職した。

## 詳細情報

### 年度別打撃成績
- 一軍公式戦出場なし

### 背番号
- 58 （1989年）
- 75 （1990年）
- 67 （1991年 - 1992年）